# روبرت فرانكلين جونز
روبرت فرانكلين جونز (بالإنجليزية: Robert Franklin Jones)‏ هو محامي وسياسي أمريكي، ولد في 25 يونيو 1907 في القاهرة في الولايات المتحدة، وتوفي في 22 يونيو 1968 في الولايات المتحدة. حزبياً، نشط في الحزب الجمهوري. وقد انتخب عضو ‏ (1947 – 1952) وانتخب مدع (1935 – 1939) وانتخب عضو مجلس النواب الأمريكي.